# Platerów
Platerów è un comune rurale polacco del distretto di Łosice, nel voivodato della Masovia.
Ricopre una superficie di 128,97 km² e nel 2004 contava 5 171 abitanti.